# 21586 Pourkaviani
21586 Pourkaviani è un asteroide della fascia principale. Scoperto nel 1998, presenta un'orbita caratterizzata da un semiasse maggiore pari a 3,0918238 UA e da un'eccentricità di 0,1418721, inclinata di 1,80246° rispetto all'eclittica.